# Lijst van rijksmonumenten in De Weteringschans
Een overzicht van rijksmonumenten in de stad Amsterdam. Van de 7324 inschrijvingen (inclusief onderdelen van objecten) in Amsterdam liggen er 563 in de buurtcombinatie De Weteringschans.
| Object | Oorspronkelijke functie?  | Bouwjaar                                                   | Architect                                                         | Locatie                       | Coördinaten?                  | Nr.?   | Afbeelding |
| --- | ------------------------- | ---------------------------------------------------------- | ----------------------------------------------------------------- | ----------------------------- | ----------------------------- | ------ | --- |
| Hoekhuis met ingezwenkte halsgevel | Gebouw                    | derde kwart 19e eeuw                                       |                                                                   | Falckstraat 1                 | 52° 21' 38" NB, 4° 53' 47" OL | 1100   | Hoekhuis met ingezwenkte halsgevel |
| Pand met gepleisterde ingezwenkte halsgevel met geblokte deuromlijsting                                                                  | Gebouw                    | 17e/18e eeuw                                               |                                                                   | Falckstraat 9                 | 52° 21' 38" NB, 4° 53' 48" OL | 1101   | Pand met gepleisterde ingezwenkte halsgevel met geblokte deuromlijsting                                                                  |
| Tot het huizenblok op de hoek van de Utrechtsestraat behorend en daarmee onder gezamenlijk dak liggend huis met gevel onder rechte lijst | Gebouw                    | 18e eeuw                                                   |                                                                   | Frederiksplein 2              | 52° 21' 40" NB, 4° 53' 57" OL | 1103   | Tot het huizenblok op de hoek van de Utrechtsestraat behorend en daarmee onder gezamenlijk dak liggend huis met gevel onder rechte lijst |
| Pand met gevel onder rechte lijst waarboven dwars dak                                                                                    | Gebouw                    | laat 17e eeuw derde kwart 19e eeuw                         |                                                                   | Frederiksplein 4              | 52° 21' 40" NB, 4° 53' 57" OL | 1104   | Pand met gevel onder rechte lijst waarboven dwars dak                                                                                    |
| Pand met zeer gave zandstenen gevel onder rechte gebeeldhouwde lijst en attiek met beelden en globes                                     | Gebouw                    | eerste of tweede kwart 18e eeuw                            |                                                                   | Frederiksplein 10             | 52° 21' 40" NB, 4° 53' 55" OL | 1105   | Meer afbeeldingen |
| Pand met halsgevel met neergolvend bladwerk en wapenschild in de afdekking                                                               | Gebouw                    | ca. 1700                                                   |                                                                   | Frederiksplein 31             | 52° 21' 41" NB, 4° 54' 2" OL  | 1106   | Pand met halsgevel met neergolvend bladwerk en wapenschild in de afdekking                                                               |
| Pand met 18e-eeuwse gevel onder later tot punt afgekloofde top                                                                           | Gebouw                    | 18e eeuw                                                   |                                                                   | Korte Leidsedwarsstraat 3     | 52° 21' 56" NB, 4° 52' 54" OL | 3263   | Meer afbeeldingen |
| Pand met 18e-eeuwse gevel onder later tot punt afgekloofde top                                                                           | Woonhuis                  | 18e eeuw                                                   |                                                                   | Korte Leidsedwarsstraat 5     | 52° 21' 55" NB, 4° 52' 54" OL | 3264   | Meer afbeeldingen |
| Pand met 18e-eeuwse gevel onder rechte lijst door de luifel en moderne kruiskozijnen enigszins van zijn belang beroofd                   | Gebouw                    | 18e/19e eeuw                                               |                                                                   | Korte Leidsedwarsstraat 51    | 52° 21' 53" NB, 4° 52' 58" OL | 3265   | Meer afbeeldingen |
| Pand met halsgevel met fraaie gevelsteen                                                                                                 | Gebouw                    | eerste kwart 18e eeuw                                      |                                                                   | Korte Leidsedwarsstraat 69    | 52° 21' 51" NB, 4° 53' 1" OL  | 3266   | Meer afbeeldingen |
| Pand met gevel onder rechte lijst | Gebouw                    | eerste helft 19e eeuw                                      |                                                                   | Korte Leidsedwarsstraat 71    | 52° 21' 50" NB, 4° 53' 1" OL  | 3267   | Meer afbeeldingen |
| Pand met halsgevel | Gebouw                    | eerste of tweede kwart 18e eeuw                            |                                                                   | Korte Leidsedwarsstraat 93    | 52° 21' 50" NB, 4° 53' 3" OL  | 3268   | Pand met halsgevel |
| Pand met halsgevel | Gebouw                    | tweede kwart 18e eeuw                                      |                                                                   | Korte Leidsedwarsstraat 143   | 52° 21' 47" NB, 4° 53' 7" OL  | 3269   | Meer afbeeldingen |
| Pand met halsgevel | Werk-woonhuis             | tweede kwart 18e eeuw                                      |                                                                   | Korte Leidsedwarsstraat 145   | 52° 21' 47" NB, 4° 53' 7" OL  | 3270   | Meer afbeeldingen |
| Huis met latere gevel onder klokvormige geveltop met rollagen                                                                            | Gebouw                    | 17e/19e eeuw                                               |                                                                   | Korte Leidsedwarsstraat 159   | 52° 21' 46" NB, 4° 53' 8" OL  | 3271   | Meer afbeeldingen |
| Huis onder rechte lijst | Werk-woonhuis             | 17e/19e eeuw                                               |                                                                   | Korte Leidsedwarsstraat 161   | 52° 21' 46" NB, 4° 53' 8" OL  | 3272   | Meer afbeeldingen |
| Huis onder rechte lijst | Gebouw                    | 17/19e eeuw                                                |                                                                   | Korte Leidsedwarsstraat 163   | 52° 21' 46" NB, 4° 53' 8" OL  | 3273   | Huis onder rechte lijst |
| Hoekhuis met hoger opgetrokken voorste stuk onder schilddak. Gepleisterde voorgevel onder rechte lijst                                   | Woonhuis                  | 17e/18e/19e eeuw                                           |                                                                   | Korte Leidsedwarsstraat 165   | 52° 21' 46" NB, 4° 53' 8" OL  | 3274   | Hoekhuis met hoger opgetrokken voorste stuk onder schilddak. Gepleisterde voorgevel onder rechte lijst                                   |
| Huis met latere gevel onder rechte lijst                                                                                                 | Woonhuis                  | vermoedelijk 17e eeuw (kern) eerste helft 19e eeuw (lijst) |                                                                   | Korte Leidsedwarsstraat 199   | 52° 21' 45" NB, 4° 53' 10" OL | 3275   | Huis met latere gevel onder rechte lijst                                                                                                 |
| Huis met latere gevel onder rechte lijst                                                                                                 | Gebouw                    | vermoedelijk 17e eeuw (kern) eerste helft 19e eeuw (lijst) |                                                                   | Korte Leidsedwarsstraat 201   | 52° 21' 45" NB, 4° 53' 10" OL | 3276   | Huis met latere gevel onder rechte lijst                                                                                                 |
| Hoekhuis met hoger opgetrokken voorste stuk onder schilddak                                                                              | Woonhuis                  | 17e/18e/19e eeuw                                           |                                                                   | Korte Leidsedwarsstraat 24    | 52° 21' 50" NB, 4° 53' 1" OL  | 3277   | Hoekhuis met hoger opgetrokken voorste stuk onder schilddak                                                                              |
| Breed pak- of werkhuisachtig pand | Woonhuis                  | 18e/19e/20e eeuw                                           |                                                                   | Korte Leidsedwarsstraat 26    | 52° 21' 50" NB, 4° 53' 2" OL  | 3278   | Breed pak- of werkhuisachtig pand |
| Boven- en benedenhuis van het type met een deur aan ieder uiteinde van de pui                                                            | Gebouw                    | mogelijk vroeg 18e eeuw                                    |                                                                   | Korte Leidsedwarsstraat 68A   | 52° 21' 47" NB, 4° 53' 6" OL  | 3279   | Boven- en benedenhuis van het type met een deur aan ieder uiteinde van de pui                                                            |
| Boven- en benedenhuis van het type met een deur aan ieder uiteinde van de pui                                                            | Gebouw                    | mogelijk vroeg 18e eeuw                                    |                                                                   | Korte Leidsedwarsstraat 70    | 52° 21' 47" NB, 4° 53' 6" OL  | 3280   | Boven- en benedenhuis van het type met een deur aan ieder uiteinde van de pui                                                            |
| Achterhuisje achter Prinsengracht 502, met dwars dak                                                                                     | Werk-woonhuis             | 18e eeuw                                                   |                                                                   | Leidsekruisstraat 1           | 52° 21' 50" NB, 4° 53' 8" OL  | 3389   | Upload foto |
| Achterhuisje achter Prinsengracht 502, met dwars dak                                                                                     | Gebouw                    | eerste kwart 18e eeuw                                      |                                                                   | Leidsekruisstraat 5           | 52° 21' 50" NB, 4° 53' 8" OL  | 3390   | Upload foto |
| Achterhuisje achter Prinsengracht 502, met dwars dak                                                                                     | Gebouw                    | eerste kwart 18e eeuw                                      |                                                                   | Leidsekruisstraat 3           | 52° 21' 50" NB, 4° 53' 8" OL  | 3391   | Upload foto |
| Huis, vanwege de zandstenen onderdelen van de gevelhals                                                                                  | Gebouw                    | eerste kwart 18e eeuw                                      |                                                                   | Leidsekruisstraat 2           | 52° 21' 50" NB, 4° 53' 8" OL  | 3392   | Upload foto |
| Pand met klokgevel met houten pui en gesneden deuren                                                                                     | Gebouw                    | derde of laatste kwart 17e eeuw                            |                                                                   | Leidsekruisstraat 10          | 52° 21' 50" NB, 4° 53' 7" OL  | 3393   | Upload foto |
| Huis | Gebouw                    | derde kwart 18e eeuw                                       |                                                                   | Leidsekruisstraat 24          | 52° 21' 49" NB, 4° 53' 5" OL  | 3394   | Huis |
| Pand met halsgevel | Gebouw                    |                                                            |                                                                   | Leidsekruisstraat 26          | 52° 21' 49" NB, 4° 53' 5" OL  | 3395   | Pand met halsgevel |
| Pand met halsgevel met afdeklijst | Gebouw                    |                                                            |                                                                   | Leidsekruisstraat 28          | 52° 21' 49" NB, 4° 53' 5" OL  | 3396   | Pand met halsgevel met afdeklijst |
| Pand met 18e-eeuwse gevel waarvan de top later tot een punt is afgekloofd                                                                | Gebouw                    |                                                            |                                                                   | Leidseplein 4                 | 52° 21' 52" NB, 4° 52' 59" OL | 3397   | Meer afbeeldingen |
| Pand met trapgevel | Gebouw                    |                                                            |                                                                   | Leidseplein 12                | 52° 21' 53" NB, 4° 52' 56" OL | 3314   | Meer afbeeldingen |
| Pand met trapgevel | Werk-woonhuis             |                                                            |                                                                   | Leidseplein 14                | 52° 21' 53" NB, 4° 52' 57" OL | 3398   | Meer afbeeldingen |
| Pand met trapgevel | Gebouw                    |                                                            |                                                                   | Leidseplein 16A               | 52° 21' 53" NB, 4° 52' 57" OL | 3399   | Meer afbeeldingen |
| Pand met trapgevel | Gebouw                    |                                                            |                                                                   | Leidseplein 18                | 52° 21' 52" NB, 4° 52' 57" OL | 3400   | Meer afbeeldingen |
| Pand met vijfraamsgevel onder rechte lijst met dakkapel en gesneden pui                                                                  | Gebouw                    |                                                            |                                                                   | Leidseplein 20                | 52° 21' 52" NB, 4° 52' 56" OL | 3401   | Meer afbeeldingen |
| Hoekhuis met pilaster-halsgevel met oeils-de-boeuf en een pothuis tegen de zijgevel                                                      | Gebouw                    |                                                            |                                                                   | Leidseplein 24                | 52° 21' 52" NB, 4° 52' 56" OL | 3402   | Meer afbeeldingen |
| American Hotel | Gebouw                    | 1900-1902                                                  | Willem Kromhout, Herman Gerard Jansen                             | Leidseplein 28                | 52° 21' 50" NB, 4° 52' 52" OL | 3403   | Meer afbeeldingen |
| Stadsschouwburg Amsterdam | Welzijn, kunst en cultuur |                                                            | Jan Springer, Jacobus Bernardus Springer, Adolf Leonard van Gendt | Marnixstraat 429              | 52° 21' 51" NB, 4° 52' 55" OL | 46503  | Meer afbeeldingen |
| Hoekhuis van het 'noortse-bos-type' | Gebouw                    |                                                            |                                                                   | Nieuwe Looiersdwarsstraat 1   | 52° 21' 40" NB, 4° 53' 38" OL | 3581   | Meer afbeeldingen |
| Pand van het 'noortse-bos-type' | Gebouw                    |                                                            |                                                                   | Nieuwe Looiersdwarsstraat 3   | 52° 21' 40" NB, 4° 53' 38" OL | 3582   | Meer afbeeldingen |
| Pand van het 'noortse-bos-type' | Gebouw                    |                                                            |                                                                   | Nieuwe Looiersdwarsstraat 2-1 | 52° 21' 40" NB, 4° 53' 37" OL | 3583   | Upload foto |
| Pand van het 'noortse-bos-type' | Gebouw                    |                                                            |                                                                   | Nieuwe Looiersdwarsstraat 2-2 | 52° 21' 40" NB, 4° 53' 37" OL | 3584   | Pand van het 'noortse-bos-type' |
| Pand van het 'noortse-bos-type' | Gebouw                    |                                                            |                                                                   | Nieuwe Looiersdwarsstraat 2-3 | 52° 21' 39" NB, 4° 53' 37" OL | 3585   | Pand van het 'noortse-bos-type' |
| Pand van het 'Noortse-bos-type' | Gebouw                    |                                                            |                                                                   | Nieuwe Looiersdwarsstraat 2-4 | 52° 21' 39" NB, 4° 53' 37" OL | 3586   | Pand van het 'Noortse-bos-type' |
| Huis van het 'noortse-bos-type' | Gebouw                    |                                                            |                                                                   | Nieuwe Looiersdwarsstraat 2   | 52° 21' 39" NB, 4° 53' 37" OL | 3587   | Huis van het 'noortse-bos-type' |
| Huis van het 'noortse-bos-type' (plm. 1670, beneden verbouwd tot garage                                                                  | Gebouw                    |                                                            |                                                                   | Nieuwe Looiersdwarsstraat 2   | 52° 21' 39" NB, 4° 53' 36" OL | 3588   | Meer afbeeldingen |
| Pand met halsgevel | Gebouw                    |                                                            |                                                                   | Maarten Jansz Kosterstraat 1  | 52° 21' 39" NB, 4° 54' 5" OL  | 3673   | Pand met halsgevel |
| Hoekhuis, voorgevel onder latere punttop                                                                                                 | Gebouw                    |                                                            |                                                                   | Maarten Jansz Kosterstraat 7  | 52° 21' 38" NB, 4° 54' 5" OL  | 3674   | Hoekhuis, voorgevel onder latere punttop                                                                                                 |
| Huisje onder dwars dak | Gebouw                    |                                                            |                                                                   | Maarten Jansz Kosterstraat 8  | 52° 21' 38" NB, 4° 54' 6" OL  | 3675   | Huisje onder dwars dak |
| Huisje onder dwars dak | Gebouw                    |                                                            |                                                                   | Maarten Jansz Kosterstraat 9  | 52° 21' 38" NB, 4° 54' 6" OL  | 3676   | Meer afbeeldingen |
| Huisje onder dwars dak | Gebouw                    |                                                            |                                                                   | Maarten Jansz Kosterstraat 10 | 52° 21' 38" NB, 4° 54' 6" OL  | 3677   | Meer afbeeldingen |
| Pand met gepleisterde gevel met vensteromlijstingen, onder rechte lijst                                                                  | Gebouw                    |                                                            |                                                                   | Maarten Jansz Kosterstraat 11 | 52° 21' 38" NB, 4° 54' 6" OL  | 3678   | Meer afbeeldingen |
| Pand met halsgevel met geblokt deurkozijn                                                                                                | Gebouw                    |                                                            |                                                                   | Maarten Jansz Kosterstraat 12 | 52° 21' 38" NB, 4° 54' 7" OL  | 3679   | Meer afbeeldingen |
| Pand met halsgevel | Woonhuis                  |                                                            |                                                                   | Maarten Jansz Kosterstraat 13 | 52° 21' 38" NB, 4° 54' 7" OL  | 3680   | Meer afbeeldingen |
| Pand met halsgevel met geblokt deurkozijn                                                                                                | Gebouw                    |                                                            |                                                                   | Maarten Jansz Kosterstraat 14 | 52° 21' 38" NB, 4° 54' 7" OL  | 3681   | Meer afbeeldingen |
| Pand met halsgevel met geblokt deurkozijn                                                                                                | Gebouw                    |                                                            |                                                                   | Maarten Jansz Kosterstraat 15 | 52° 21' 38" NB, 4° 54' 7" OL  | 3682   | Meer afbeeldingen |
| Thans kaploos huis | Gebouw                    | mogelijk 18e eeuw                                          |                                                                   | Maarten Jansz Kosterstraat 16 | 52° 21' 38" NB, 4° 54' 8" OL  | 3683   | Meer afbeeldingen |
| Pand met gevel onder klokvormige rollagentop                                                                                             | Gebouw                    |                                                            |                                                                   | Noorderdwarsstraat 9          | 52° 21' 41" NB, 4° 53' 38" OL | 3897   | Meer afbeeldingen |
| Dubbel herenhuis (rechter deel) | Woonhuis                  | 1890-1900                                                  | Herman Gerard Jansen Z. Deenik                                    | Weteringschans 126            | 52° 21' 33" NB, 4° 53' 49" OL | 512987 | Meer afbeeldingen |
| Leidsebrug | Brug                      | 1925                                                       |                                                                   | Leidseplein/Singelgracht      | 52° 21' 45" NB, 4° 52' 51" OL | 518385 | Meer afbeeldingen |
| Blok arbeiderswoningen van de Vereeniging ten behoeve der Arbeidersklasse te Amsterdam                                                   | Woonhuis                  | 1869-1870                                                  | Pieter Johannes Hamer                                             | Huidekoperstraat 4            | 52° 21' 35" NB, 4° 53' 50" OL | 518435 | Meer afbeeldingen |
| Herenhuis in Neo-Venetiaanse stijl | Woonhuis                  | 1889-1890                                                  | Eduard Cuypers                                                    | Nicolaas Witsenkade 38        | 52° 21' 30" NB, 4° 53' 50" OL | 518436 | Meer afbeeldingen |
| Hirschgebouw | Winkel                    | 1911-1913                                                  | A. Jacot                                                          | Leidseplein 23-31             | 52° 21' 49" NB, 4° 52' 56" OL | 518447 | Meer afbeeldingen |
| Herenhuis in Eclectische stijl met invloeden van Neo-Venetiaanse stijl en Jugendstil                                                     | Woonhuis                  | 1895                                                       | Herman Gerard Jansen                                              | Nicolaas Witsenkade 32        | 52° 21' 30" NB, 4° 53' 48" OL | 518466 | Herenhuis in Eclectische stijl met invloeden van Neo-Venetiaanse stijl en Jugendstil                                                     |
| Herenhuis in Neo-Venetiaanse trant | Woonhuis                  | 1888                                                       |                                                                   | Sarphatistraat 7              | 52° 21' 37" NB, 4° 54' 7" OL  | 518470 | Meer afbeeldingen |
| Herenhuis in neorenaissance trant | Woonhuis                  | 1888                                                       |                                                                   | Sarphatistraat 9              | 52° 21' 37" NB, 4° 54' 8" OL  | 518471 | Meer afbeeldingen |
| Herenhuis in neorenaissance stijl | Werk-woonhuis             | 1888                                                       |                                                                   | Sarphatistraat 11             | 52° 21' 38" NB, 4° 54' 8" OL  | 518472 | Meer afbeeldingen |
| Herenhuis in neorenaissance stijl | Woonhuis                  | 1885-1890                                                  |                                                                   | Frederiksplein 12             | 52° 21' 40" NB, 4° 53' 55" OL | 518473 | Meer afbeeldingen |
| Paradiso | Gebouw                    | 1879-1880                                                  | Gerlof Salm, Abraham Salm                                         | Weteringschans 6              | 52° 21' 44" NB, 4° 53' 2" OL  | 6400   | Meer afbeeldingen |
| Drievoudige villa met hek | Woonhuis                  | 1882-1884                                                  | J. Daverman                                                       | Weteringschans 10             | 52° 21' 43" NB, 4° 53' 5" OL  | 518479 | Meer afbeeldingen |
| Dubbele villa | Woonhuis                  | 1882-1884                                                  | Nicolaas Vos                                                      | Weteringschans 16-18          | 52° 21' 42" NB, 4° 53' 7" OL  | 518480 | Meer afbeeldingen |
| Dubbele villa met hek | Woonhuis                  | 1883-1884                                                  | J. Daverman                                                       | Weteringschans 20             | 52° 21' 41" NB, 4° 53' 8" OL  | 518477 | Meer afbeeldingen |
| Eclectische villa met hek | Woonhuis                  | 1878-1880                                                  | Laarman, P.F.                                                     | Weteringschans 24             | 52° 21' 40" NB, 4° 53' 10" OL | 518481 | Meer afbeeldingen |
| Neoclassicistisch commiezenhuisje van de stedelijke accijnsdienst                                                                        | Gebouw                    | eerste helft 19e eeuw                                      |                                                                   | Weteringschans 30             | 52° 21' 37" NB, 4° 53' 17" OL | 6401   | Meer afbeeldingen |
| Uitbreiding American Hotel | Horeca                    | 1927-1928                                                  | Gerrit Jan Rutgers                                                | Leidseplein 28                | 52° 21' 50" NB, 4° 52' 52" OL | 518484 | Meer afbeeldingen |
| Pand met klokgevel met gevelsteen | Gebouw                    |                                                            |                                                                   | Spiegelgracht 9               | 52° 21' 44" NB, 4° 53' 16" OL | 5502   | Pand met klokgevel met gevelsteen |
| Pand met klokgevel | Gebouw                    |                                                            |                                                                   | Spiegelgracht 11              | 52° 21' 44" NB, 4° 53' 16" OL | 5503   | Pand met klokgevel |
| Hoekhuis van het in het 'noordse bos' gebruikelijke type                                                                                 | Gebouw                    | 1760 (circa)                                               | Philip Vingboons                                                  | Spiegelgracht 27              | 52° 21' 42" NB, 4° 53' 14" OL | 5504   | Meer afbeeldingen |
| Pand met gevel onder rechte lijst | Woonhuis                  |                                                            |                                                                   | Spiegelgracht 2A              | 52° 21' 46" NB, 4° 53' 15" OL | 5505   | Meer afbeeldingen |
| Pand met klokgevel | Gebouw                    |                                                            |                                                                   | Spiegelgracht 6               | 52° 21' 45" NB, 4° 53' 14" OL | 5506   | Meer afbeeldingen |
| Huis, vanwege de houten gelobd verhoogde lijst met voluten                                                                               | Gebouw                    |                                                            |                                                                   | Spiegelgracht 10A             | 52° 21' 45" NB, 4° 53' 14" OL | 5507   | Meer afbeeldingen |
| Pand met gevel onder rechte lijst | Gebouw                    |                                                            |                                                                   | Spiegelgracht 12              | 52° 21' 45" NB, 4° 53' 14" OL | 5508   | Meer afbeeldingen |
| Pand met gevel onder rechte lijst en bakstenen topje                                                                                     | Gebouw                    |                                                            |                                                                   | Spiegelgracht 18              | 52° 21' 44" NB, 4° 53' 14" OL | 5509   | Meer afbeeldingen |
| Hoekhuis met gevel onder rechte lijst en bakstenen topje                                                                                 | Gebouw                    |                                                            |                                                                   | Spiegelgracht 20              | 52° 21' 44" NB, 4° 53' 14" OL | 5510   | Meer afbeeldingen |
| Pand met gevel, in de kern xviii, onder rechte lijst                                                                                     | Gebouw                    |                                                            |                                                                   | Spiegelgracht 22              | 52° 21' 44" NB, 4° 53' 13" OL | 5511   | Meer afbeeldingen |
| Pand met gevel onder rechte lijst | Gebouw                    |                                                            |                                                                   | Spiegelgracht 24              | 52° 21' 44" NB, 4° 53' 13" OL | 5512   | Meer afbeeldingen |
| Pand met gevel | Woonhuis                  |                                                            |                                                                   | Spiegelgracht 26              | 52° 21' 44" NB, 4° 53' 13" OL | 5513   | Meer afbeeldingen |
| Huis met eenvoudige klokgevel afdekking verdwenen                                                                                        | Gebouw                    |                                                            |                                                                   | Spiegelgracht 28              | 52° 21' 43" NB, 4° 53' 13" OL | 5514   | Meer afbeeldingen |
| Huis met rollagentop onder houten lijst                                                                                                  | Gebouw                    |                                                            |                                                                   | Spiegelgracht 30              | 52° 21' 43" NB, 4° 53' 13" OL | 5515   | Meer afbeeldingen |
| Huis met halsgevel en deuromlijsting | Gebouw                    |                                                            |                                                                   | Spiegelgracht 34              | 52° 21' 43" NB, 4° 53' 12" OL | 5516   | Meer afbeeldingen |
| Pand met klokgevel | Woonhuis                  |                                                            |                                                                   | Spiegelgracht 36              | 52° 21' 43" NB, 4° 53' 13" OL | 5517   | Meer afbeeldingen |
| Hoekhuis, verbouwd | Gebouw                    | 17e eeuw                                                   |                                                                   | Spiegelgracht 38              | 52° 21' 43" NB, 4° 53' 12" OL | 5518   | Meer afbeeldingen |
| Pand van het 'noortse-bos-type' | Gebouw                    |                                                            |                                                                   | Derde Weteringdwarsstraat 7   | 52° 21' 40" NB, 4° 53' 21" OL | 6388   | Pand van het 'noortse-bos-type' |
| Pand van het 'noortse-bos-type' | Woonhuis                  |                                                            |                                                                   | Derde Weteringdwarsstraat 9   | 52° 21' 40" NB, 4° 53' 21" OL | 6389   | Pand van het 'noortse-bos-type' |
| Pand van het 'noortse-bos-type' | Gebouw                    |                                                            |                                                                   | Derde Weteringdwarsstraat 11  | 52° 21' 40" NB, 4° 53' 22" OL | 6390   | Meer afbeeldingen |
| Huis van het 'noortse-bos-type' | Gebouw                    |                                                            |                                                                   | Derde Weteringdwarsstraat 13  | 52° 21' 40" NB, 4° 53' 22" OL | 6391   | Meer afbeeldingen |
| Huis van het 'noortse-bos-type' deuren en snijramen                                                                                      | Gebouw                    |                                                            |                                                                   | Derde Weteringdwarsstraat 23  | 52° 21' 40" NB, 4° 53' 24" OL | 6392   | Meer afbeeldingen |
| Gaaf huis van het 'noortse-bos-type' | Gebouw                    |                                                            |                                                                   | Derde Weteringdwarsstraat 27  | 52° 21' 40" NB, 4° 53' 25" OL | 6393   | Meer afbeeldingen |
| Gaaf huis van het 'noortse-bos-type' | Gebouw                    |                                                            |                                                                   | Derde Weteringdwarsstraat 29  | 52° 21' 40" NB, 4° 53' 26" OL | 6394   | Meer afbeeldingen |
| Zeer gaaf huis van het "Noortse-Bos-type"                                                                                                | Gebouw                    | ca. 1670                                                   |                                                                   | Derde Weteringdwarsstraat 33  | 52° 21' 40" NB, 4° 53' 27" OL | 6395   | Meer afbeeldingen |
| Gaaf huis van het 'noortse-bos-type' | Gebouw                    |                                                            |                                                                   | Derde Weteringdwarsstraat 31  | 52° 21' 40" NB, 4° 53' 26" OL | 6396   | Meer afbeeldingen |
| Pand met halsgevel | Gebouw                    |                                                            |                                                                   | Derde Weteringdwarsstraat 2   | 52° 21' 40" NB, 4° 53' 20" OL | 6397   | Meer afbeeldingen |
| Pand met halsgevel | Woonhuis                  |                                                            |                                                                   | Derde Weteringdwarsstraat 4   | 52° 21' 40" NB, 4° 53' 20" OL | 6398   | Meer afbeeldingen |
| Groep beneden- en boven- woningen achter gezamenlijke gevel onder rechte lijst                                                           | Gebouw                    | eerste helft 19e eeuw                                      |                                                                   | Derde Weteringdwarsstraat 38  | 52° 21' 39" NB, 4° 53' 26" OL | 6399   | Groep beneden- en boven- woningen achter gezamenlijke gevel onder rechte lijst                                                           |
| Barlaeus Gymnasium | Onderwijs en wetenschap   | 1884-1885                                                  |                                                                   | Weteringschans 29             | 52° 21' 45" NB, 4° 53' 4" OL  | 518482 | Meer afbeeldingen |
| Huis | Gebouw                    |                                                            |                                                                   | Weteringstraat 9              | 52° 21' 43" NB, 4° 53' 21" OL | 6402   | Meer afbeeldingen |
| Pand met klokgevel | Gebouw                    |                                                            |                                                                   | Weteringstraat 11             | 52° 21' 43" NB, 4° 53' 21" OL | 6403   | Meer afbeeldingen |
| Pand met klokgevel | Gebouw                    |                                                            |                                                                   | Weteringstraat 13             | 52° 21' 43" NB, 4° 53' 21" OL | 6404   | Meer afbeeldingen |
| Hoekpand van "Noortse-Bos-type" | Werk-woonhuis             | ca. 1670                                                   |                                                                   | Weteringstraat 19             | 52° 21' 42" NB, 4° 53' 21" OL | 6405   | Hoekpand van "Noortse-Bos-type" |
| Pand van het 'noortse-bos-type' | Gebouw                    |                                                            |                                                                   | Weteringstraat 23             | 52° 21' 42" NB, 4° 53' 20" OL | 6406   | Meer afbeeldingen |
| Pand van het 'noortse-bos-type' pothuis tegen het zijgevel                                                                               | Gebouw                    |                                                            |                                                                   | Weteringstraat 29             | 52° 21' 41" NB, 4° 53' 20" OL | 6407   | Pand van het 'noortse-bos-type' pothuis tegen het zijgevel                                                                               |
| Pand van het 'noortse-bos-type' | Gebouw                    |                                                            |                                                                   | Weteringstraat 31             | 52° 21' 41" NB, 4° 53' 20" OL | 6408   | Pand van het 'noortse-bos-type' |
| Pand van het 'noortse-bos-type' | Gebouw                    |                                                            |                                                                   | Weteringstraat 33             | 52° 21' 41" NB, 4° 53' 20" OL | 6409   | Pand van het 'noortse-bos-type' |
| Hoekhuis van het 'noortse-bos-type' | Gebouw                    |                                                            |                                                                   | Weteringstraat 37             | 52° 21' 40" NB, 4° 53' 20" OL | 6410   | Hoekhuis van het 'noortse-bos-type' |
| Pand met gevel, onder klokvormige rollagentop                                                                                            | Gebouw                    |                                                            |                                                                   | Weteringstraat 39             | 52° 21' 40" NB, 4° 53' 20" OL | 6411   | Pand met gevel, onder klokvormige rollagentop                                                                                            |
| Pand met gevel, onder klokvormige rollagentop                                                                                            | Gebouw                    |                                                            |                                                                   | Weteringstraat 41             | 52° 21' 40" NB, 4° 53' 19" OL | 6412   | Pand met gevel, onder klokvormige rollagentop                                                                                            |
| Huis achter gevel met hoge pui en klokvormige top onder rollagen en fronton                                                              | Woonhuis                  |                                                            |                                                                   | Weteringstraat 4              | 52° 21' 44" NB, 4° 53' 20" OL | 6413   | Huis achter gevel met hoge pui en klokvormige top onder rollagen en fronton                                                              |
| Pand van het 'noortse-bos-type' | Gebouw                    |                                                            |                                                                   | Weteringstraat 16             | 52° 21' 42" NB, 4° 53' 20" OL | 6414   | Upload foto |
| Smal huis van het 'noortse-bos-type' | Gebouw                    | ca. 1670                                                   |                                                                   | Weteringstraat 24             | 52° 21' 42" NB, 4° 53' 19" OL | 6415   | Meer afbeeldingen |
| Hoekpand van "Noortse-Bos-type" | Gebouw                    | ca. 1670                                                   |                                                                   | Weteringstraat 26             | 52° 21' 42" NB, 4° 53' 19" OL | 6416   | Hoekpand van "Noortse-Bos-type" |
| Hoekhuis, voorgevel onder 19e-eeuwse lijst                                                                                               | Gebouw                    | 18e eeuw 19e eeuw (verb.)                                  |                                                                   | Weteringstraat 28             | 52° 21' 41" NB, 4° 53' 19" OL | 6417   | Hoekhuis, voorgevel onder 19e-eeuwse lijst                                                                                               |
| Miniatuur huisje | Gebouw                    | 17e eeuw                                                   |                                                                   | Weteringstraat 30             | 52° 21' 41" NB, 4° 53' 19" OL | 6418   | Miniatuur huisje |
| Miniatuurhuisje | Gebouw                    | 17e eeuw                                                   |                                                                   | Weteringstraat 32             | 52° 21' 41" NB, 4° 53' 19" OL | 6419   | Miniatuurhuisje |
| Pand met tot trapeziumgevel verbouwde gevel, in een waarvan nog een deur uit die tijd                                                    | Gebouw                    | 18e/19e eeuw                                               |                                                                   | Weteringstraat 46             | 52° 21' 40" NB, 4° 53' 19" OL | 6420   | Pand met tot trapeziumgevel verbouwde gevel, in een waarvan nog een deur uit die tijd                                                    |
| Villa Heineken | Woonhuis                  | 1891                                                       | Dolf van Gendt                                                    | Tweede Weteringplantsoen 21   | 52° 21' 31" NB, 4° 53' 35" OL | 518483 | Meer afbeeldingen |